# Can Rajoler
Can Rajoler és una casa d'Amer (Selva) inclosa a l'Inventari del Patrimoni Arquitectònic de Catalunya.

## Descripció
Edifici de tres plantes i coberta de doble vessant a façana situada darrere la Plaça del Monestir. La façana, de dues crugies, està arrebossada i pintada de color blanc, excepte les obertures de la planta baixa i el primer pis, emmarcades de pedra. La casa dona a un petit i estret carreró al costat nord, on hi ha també alguna finestra petita emmarcada de pedra.
La planta baixa està formada per un sòcol d'arrebossat d'un metre d'alçada, dues finestres rectangulars i una porta d'arc rebaixat. Són fetes de pedra sorrenca i tenen motllures als angles d'obertura. Les finestres tenen reixes emergents i decoració d'estructures i trames rectangulars.
El primer pis conté dos balcons de base monolítica de pedra sorrenca mig desfeta i barana de ferro senzilla i llindes monolítiques. La llinda d'un dels balcons conté gravada la llegenda AN D MDCCCV, és a dir, any de 1805.
Al segon pis es veuen una finestra balconera i una finestra d'obra de maçoneria arrebossada i forma rectangular.
El ràfec està format per dues fileres, una de rajola i una de teula i està pintat de color gris fosc.

## Història
Casa originaria del segle xix (1805), segurament sobre un habitatge anterior.
Ha estat reformat al llarg del segle xx.